# Schwandalpe

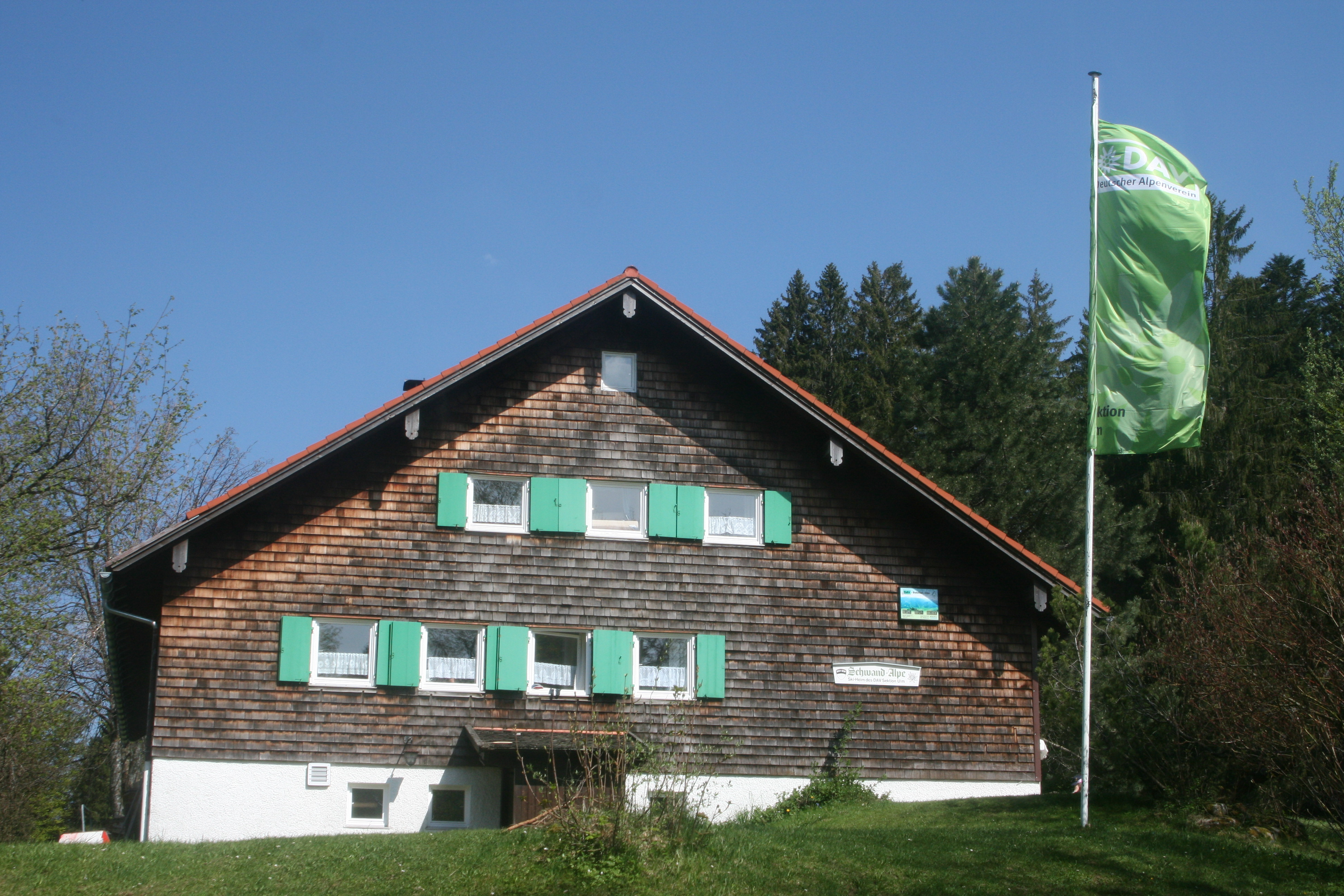
Schwandalpe von Westen

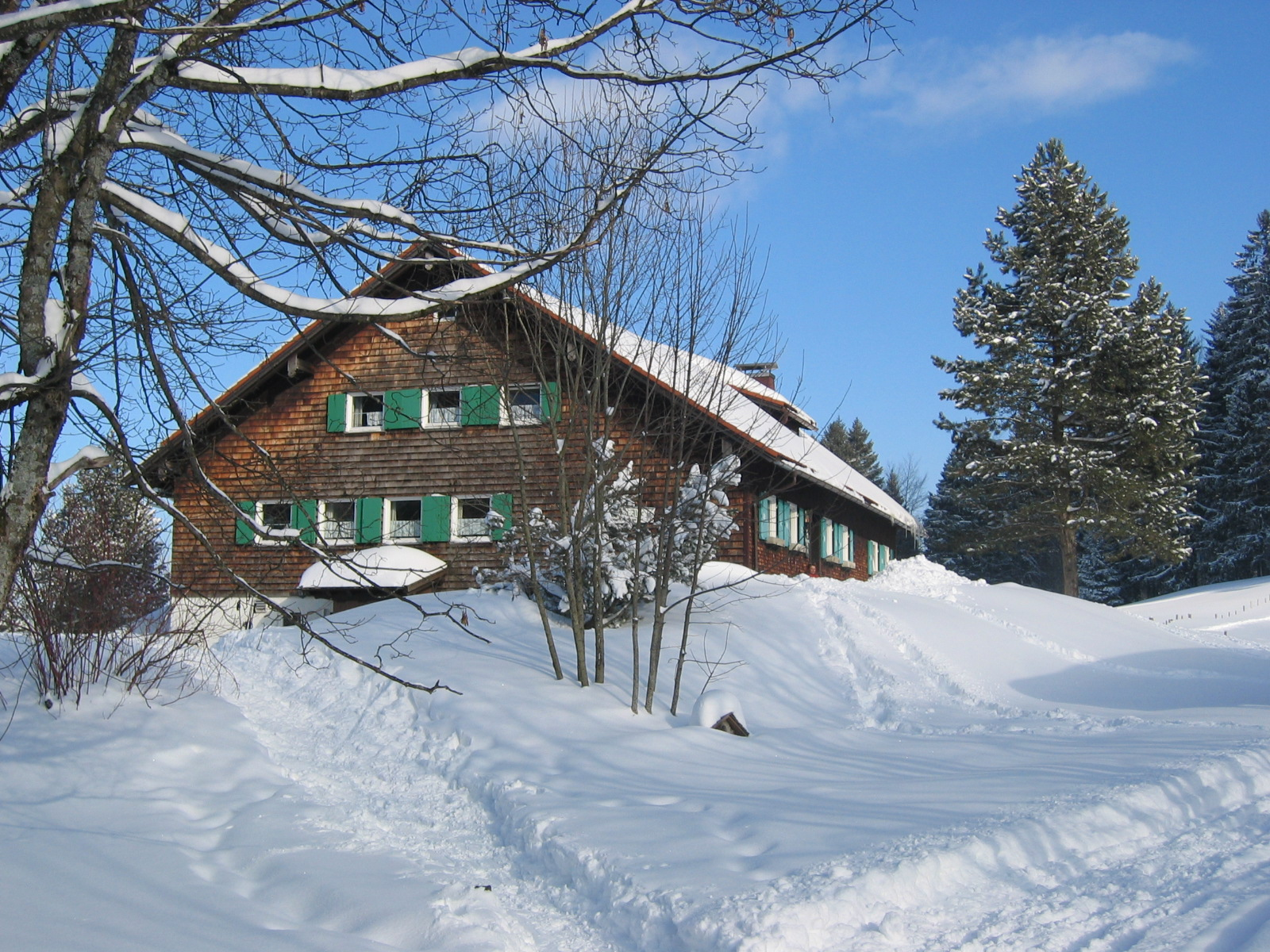
Schwandalpe von Süd-West im Winter

Die Schwandalpe, auch Schwand-Alpe, ist eine Alpenvereinshütte der Sektion Ulm des Deutschen Alpenvereines und liegt bei Thalkirchdorf im Landkreis Oberallgäu auf 936 m ü. NHN Höhe.

## Lage und Geschichte
Die Schwandalpe liegt oberhalb von Thalkirchdorf bei Oberstaufen im Konstanzer Tal am Fuße des Dennebergs. 
Seit 1922 pachtete die Sektion Ulm mehrere Schihütten, deren letzter Pachtvertrag lief 1949 aus. Der Verein fand auf der Schwand eine Hütte und konnte den Westteil, den Stall, für zehn Jahre pachten. Ein Ausbau nach den Plänen eines Architekten wurde von Sektionsmitgliedern umgesetzt. Bereits im Winter 1950/51 fanden zwei Jugendschikurse statt, an denen 100 Jungen und Mädchen teilnahmen. Ende des Jahres 1964 kam es zu einem Kaufvertrag, der die Schwandalpe mit einem entsprechenden Grundstück in den Besitz der Sektion überführte. Nach dem Umbau und Erweiterung der Hütte wurde diese am 17. September 1967 eingeweiht. Die Schwandalpe bietet heute sogar sichere Schneeverhältnisse, seit Schneekanonen für ausreichend Schnee sorgen.
Im Jahr 2016 stand eine größere Sanierung der Hütte an. Erneuert wurden der Fußboden im Vorraum und in der Stube sowie die Eckbank, ebenso die alten Heizkörper und Heizungsrohre und die komplette Elektroinstallation.

## Erreichbarkeit
Im Sommer ist die Schwandalpe mit dem Auto, über eine Privatstraße direkt erreichbar (Berechtigungsschein kann in der Geschäftsstelle der Sektion Ulm bezogen werden). Im Winter führt der Schwandlift direkt zur Hütte. Die Skipiste wird mit Schneekanonen beschneit, so dass man auch bei wenig Schnee die Schwand problemlos erreichen kann. An den Wochenenden kann man abends auch bei Flutlicht skifahren. Über einen Verbindungslift kann man von den Thalkirchdorfer Skiliftanlagen bis zum Skigebiet Hündle fahren.

## Umliegende Hütten
- Alpe Hohenschwand der Sektion SSV Ulm 1846
- Altes Höfle der Sektion Neu-Ulm
- Haus Missen der Sektion SSV Ulm 1846
- Otto-Schwegler-Hütte der Sektion Augsburg
- Ravensburger Haus der Sektion Ravensburg
- Staufner Haus der Sektion Oberstaufen-Lindenberg

## Allgemeines
Die Hütte hat 52 Betten in 2- bis 8-Bett-Zimmern.